# Gagea bohemica
Gagée de Bohême, Gagée des rochers
Espèce
La Gagée de Bohême ou Gagée des rochers (Gagea bohemica) est une espèce de plantes à bulbe du genre des gagées et de la famille des Liliacées.

## Liste des sous-espèces et variétés
Selon BioLib (24 mars 2016) :
- sous-espèce Gagea bohemica subsp. bohemica
- sous-espèce Gagea bohemica subsp. saxatilis (Mert. & W. D. J. Koch) Asch. & Graebn.

Selon NCBI (24 mars 2016) :
- sous-espèce Gagea bohemica subsp. bohemica
- sous-espèce Gagea bohemica subsp. saxatilis

Selon Tropicos (24 mars 2016) (Attention liste brute contenant possiblement des synonymes) :
- sous-espèce Gagea bohemica subsp. aleppoana (Pascher) Stroh
- sous-espèce Gagea bohemica subsp. corsica (Nyman) Gamisans
- sous-espèce Gagea bohemica subsp. gallica (Rouy) I. Richardson
- sous-espèce Gagea bohemica subsp. nebrodensis (Tod. ex Guss.) I. Richardson
- sous-espèce Gagea bohemica subsp. saxatilis (Mert. & W.D.J. Koch) Asch. & Graebn.
- sous-espèce Gagea bohemica subsp. zauschneri (Pohl) Stroh
- variété Gagea bohemica var. andegavensis (F.W. Schultz) Nyman
- variété Gagea bohemica var. busambarensis (Tineo) Fiori
- variété Gagea bohemica var. corsica (Nyman) Rouy
- variété Gagea bohemica var. saxatilis Fiori
- variété Gagea bohemica var. szovitsii (Láng) Nyman
- variété Gagea bohemica var. velenovskyana (Pascher) Stroh